# 加洛爾河
加洛爾河（法語：Galaure，法語發音：[ɡalɔʁ]）是法國的河流，位於該國東南部，屬於罗讷河的左支流，河道全長56公里，流域面積232平方公里，平均流量每秒2.18立方米，發源自鲁瓦邦，河口處在聖瓦利耶。

## 外部連結
- http://www.geoportail.fr（页面存档备份，存于）
- The Galaure at the Sandre database